# Бураново (Калманский район)
Бура́ново — село в Калманском районе Алтайского края России. Входит в состав Бурановского сельсовета.

## География
Расположено на берегу реки Оби, в устье реки Буранихи.
Расстояние до
- районного центра Калманка 17 км.
- областного центра Барнаул 36 км.

Уличная сеть
В селе 9 улиц: Алтайская, Ерушева, Зеленая, Молодежная, Новая, Партизанская, Пушкина, Сибирская и им. Фрунзе .

## История
Первоначальное заселение верхнего Приобья русскими переселенцами часто было самовольным, поэтому документальных свидетельств крайне мало, пишет историк Ю. С. Булыгин в книге «Первые крестьяне на Алтае». О русских крестьянах на Алтае впервые упоминает в 1716 году русский посол в Джунгарии Иван Чередов, говоря в докладной записке о многочисленных сожжённых кочевниками телеутских юртах и деревнях русских крестьян.
Первые документальные сведения о деревне Бурановой относятся к 1749 году. Согласно записи, сделанной в 1850 году в «Книге настольной, сочиненной в Канцелярии Колывано-Воскресенского горного начальства о пришлых, поселенных при здешних заводах, присланных из Тобольска, и из Иркутска и из других городов»: «крестьянин Леонтей Панфилов, 53 лет с   детьми Степаном 9 лет, Иваном 5 лет, Иваном же, 1 года, прибыл из города Устюга 31 августа 1749 г. Поселен при Колыванском заводе в деревне Бурановой».
В последующие годы в деревне Бурановой происходил прирост населения, изменялась территориальная принадлежность. Ревизия 1763 года учла в деревне мужских душ — 40. В 1795 году в деревне проживало 62 мужчины, Бураново вошло в состав Барнаульской волости. Во время переписи 1811 года учтено 90 мужчин.
С 1824 года деревня Бураново находилась в составе Шадринской волости Барнаульского уезда. В восьмую ревизию 1834 году в деревне проживают 113 мужчин, в десятую ревизию 1858 года — 147.  Сохранились фамилии некоторых жителей, первыми поселившимися в деревне: Устинов Тихон Григорьевич, Романов Петр Романович, Шелыгин Иван Ефимович, Конышев Александр Ильич, Суханов Филипп.
Название села имеет несколько версий происхождения: по фамилии первых поселенцев; по имени реки; вследствие частых буранов в данной местности.
В период образования Алтайской губернии (Постановление Временного правительства, 1917 г.), выделенной из Томской губернии, деревня Бураново отошла к Барнаульскому уезду, в 1920 году она вошла в состав Калманской волости. В том же году в деревне была организована первая коммуна. После 4 лет существования она была преобразована в первый колхоз — «Победа фрунзенцев». Деревня росла, в ней было создано ещё 3 колхоза: «Советская Сибирь», «Победа Октября», колхоз им. В. К. Блюхера.
Село в разные годы находилось в составе Шадринского района, затем, после образования Сибирского края, перешло в Топчихинский район. После образования Калманского района в 1935 году, село относится к этому району.
Решением райисполкома Алтайского края от 28.10.1950 г. № 417 в селе прошла реорганизация: 3 колхоза были объединены в один — «Победа Октября», а в 1971 году 3 колхоза объединились в совхоз «Прибрежный».
В 1960-е годы XX века в совхозе развивается зерноводство (общая площадь сельскохозяйственных земель в совхозе составляла 42559 га) и животноводство, идёт бурное развитие села, строятся производственные и жилые здания, склады и фермы.
После перестройки в 2003 году совхоз был преобразован в сельскохозяйственный производственный кооператив, а в 2008 он прекратил своё существование.

## Население
| 1997  | 1998  | 1999  | 2000  | 2001  | 2002  |
| ----- | ----- | ----- | ----- | ----- | ----- |
| 925   | ↗945  | ↘920  | ↗961  | ↘958  | ↗1015 |
| 2003  | 2004  | 2005  | 2006  | 2007  | 2008  |
| ↘1009 | ↗1017 | ↘1010 | ↘1007 | ↗1013 | ↗1036 |
| 2009  | 2010  | 2011  | 2012  | 2013  | 2014  |
| ↘1012 | ↗1066 | ↘1058 | ↘1026 | ↘998  | ↗1060 |
| 2015  | 2016  | 2017  | 2018  | 2019  | 2020  |
| ↘1056 | ↘1039 | ↗1046 | ↘1032 | ↗1036 | ↗1044 |
| 2021  |       |       |       |       |       |
| ↘1028 |       |       |       |       |       |

Известные жители
Ерушев Николай Васильевич (1890–1972) — художник, заслуженный деятель искусств Мордовской АССР. Родился в одном из сёл Пензенской области, в возрасте 10 лет с родителями приехал на Алтай, последние годы жизни жил в Бураново. Картины Николая Васильевича экспонировались на Всесоюзных художественных выставках, его именем названа одна из улиц села.

## Инфраструктура
В селе работает асфальтовый завод, 15 фермерских хозяйств, есть административные учреждения: администрация села, КБУСО «Территориальный центр социальной помощи семье и детям Калманского района». Работает средняя школа, включающая дошкольное отделение, фельдшерско-акушерский пункт КГБУЗ «Калманская центральная районная больница», отделения почты и Сбербанка, 4 магазина (продуктовые и бытовые товары), автозаправочная станция.
Транспорт
Через село проходит автомобильная трасса федерального значения А-322 Барнаул — Рубцовск — граница с Республикой Казахстан (прежние названия: Змеиногорский тракт, автодорога Барнаул — Семипалатинск).